# Gouvernement Yousaf
Écosse autonome
Sturgeon III Swinney
Le gouvernement Yousaf (en anglais : Yousaf government) est le gouvernement dévolu de l'Écosse du 29 mars 2023 au 7 mai 2024, sous la VIe législature du Parlement.
Il est dirigé par l'indépendantiste Humza Yousaf et formé après l'élection d'un nouveau chef du Parti national, consécutive à la démission de Nicola Sturgeon. Il se compose de dix secrétaires.
Initialement majoritaire au Parlement écossais, il est au départ constitué d'une coalition entre le Parti national et les Verts. Cette alliance est rompue en avril 2024 et face au risque réel de vote de deux motions de défiance, le Premier ministre annonce sa démission le 29 avril.
Il succède au gouvernement Sturgeon III.

## Historique du mandat

### Évolution
Le 25 avril 2024, la coalition avec le Parti vert écossais prend fin en raison de désaccords sur la politique environnementale et les objectifs fixés initialement.

### Succession
Menacé d'être renversé lors de deux votes de défiance proposés par le Parti travailliste et le Parti conservateur, Humza Yousaf annonce le 29 avril 2024 qu'il démissionne de son poste de chef du Parti national. Il indique qu'il se maintient à la tête du gouvernement jusqu'à l'élection de son successeur.

## Composition

### Initiale (29 mars 2023)
- Par rapport au gouvernement Sturgeon III, les nouveaux ministres sont indiqués en gras, ceux ayant changé d'attributions le sont en italique.

| Portefeuille                                                                | Titulaire | Titulaire               | Parti |
| --------------------------------------------------------------------------- | --------- | ----------------------- | ----- |
| Premier ministre                                                            |           | Humza Yousaf            | SNP   |
| Vice-Première ministre Secrétaire aux Finances                              |           | Shona Robison           | SNP   |
| Secrétaire au Rétablissement du NHS, à la Santé et aux Services sociaux     |           | Michael Matheson        | SNP   |
| Secrétaire à l'Éducation et aux Compétences                                 |           | Jenny Gilruth           | SNP   |
| Secrétaire aux Transports, à la Neutralité carbone et à la Transition juste |           | Màiri McAllan           | SNP   |
| Secrétaire à l'Économie du bien-être, au Travail équitable et à l'Énergie   |           | Neil Gray               | SNP   |
| Secrétaire aux Affaires rurales, à la Réforme agraire et aux Îles           |           | Mairi Gougeon           | SNP   |
| Secrétaire à la Constitution, aux Affaires extérieures et à la Culture      |           | Angus Robertson         | SNP   |
| Secrétaire à la Justice sociale                                             |           | Shirley-Anne Somerville | SNP   |
| Secrétaire à la Justice et à l'Intérieur                                    |           | Angela Constance        | SNP   |
| Assistent aussi aux réunions du Cabinet                                     |           |                         |       |
| Secrétaire permanent                                                        |           | John-Paul Marks         | Ind.  |
| Ministre des Affaires parlementaires et du Cabinet                          |           | George Adam             | SNP   |
| Lord Advocate                                                               |           | Dorothy Bain            | Ind.  |
| Solliciteur général pour l'Écosse                                           |           | Ruth Charteris          | Ind.  |

### Remaniement du 8 février 2024
- Par rapport à la composition précédente, les nouveaux ministres sont indiqués en gras, ceux ayant changé d'attributions le sont en italique.

| Portefeuille                                                                 | Titulaire | Titulaire               | Parti |
| ---------------------------------------------------------------------------- | --------- | ----------------------- | ----- |
| Premier ministre                                                             |           | Humza Yousaf            | SNP   |
| Vice-Première ministre Secrétaire aux Finances                               |           | Shona Robison           | SNP   |
| Secrétaire au Rétablissement du NHS, à la Santé et aux Services sociaux      |           | Neil Gray               | SNP   |
| Secrétaire à l'Éducation et aux Compétences                                  |           | Jenny Gilruth           | SNP   |
| Secrétaire à l'Économie du bien-être, à la Neutralité carbone et à l'Énergie |           | Màiri McAllan           | SNP   |
| Secrétaire aux Transports                                                    |           | Fiona Hyslop            | SNP   |
| Secrétaire aux Affaires rurales, à la Réforme agraire et aux Îles            |           | Mairi Gougeon           | SNP   |
| Secrétaire à la Constitution, aux Affaires extérieures et à la Culture       |           | Angus Robertson         | SNP   |
| Secrétaire à la Justice sociale                                              |           | Shirley-Anne Somerville | SNP   |
| Secrétaire à la Justice et aux Affaires intérieures                          |           | Angela Constance        | SNP   |
| Assistent aussi aux réunions du Cabinet                                      |           |                         |       |
| Secrétaire permanent                                                         |           | John-Paul Marks         | Ind.  |
| Ministre des Affaires parlementaires et du Cabinet                           |           | George Adam             | SNP   |
| Lord Advocate                                                                |           | Dorothy Bain            | Ind.  |
| Solliciteur général pour l'Écosse                                            |           | Ruth Charteris          | Ind.  |